# Рапля (деревня)
Рапля — деревня в Мелегежском сельском поселении Тихвинского района Ленинградской области.

## История
Деревня Рапля упоминается на «Специальной карте западной части России» Ф. Ф. Шуберта 1844 года.

РАПЛЯ — деревня Заручевского общества, прихода села Никольского. Река Рапля.

Крестьянских дворов — 12. Строений — 27, в том числе жилых — 14. 

Число жителей по семейным спискам 1879 г.: 32 м. п., 39 ж. п.; по приходским сведениям 1879 г.: 29 м. п., 44 ж. п.

В конце XIX — начале XX века деревня административно относилось к Костринской волости 3-го земского участка 1-го стана Тихвинского уезда Новгородской губернии.

РАПЛЯ — деревня Заручевского общества, дворов — 17, жилых домов — 10, число жителей: 46 м. п., 53 ж. п. 

Занятия жителей — земледелие, лесные промыслы. Река Рапля. Часовня, хлебозапасный магазин. (1910 год)

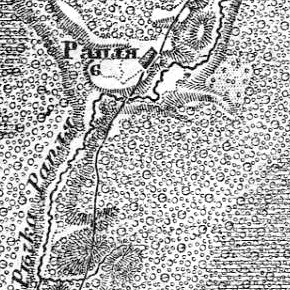
Деревня Рапля на карте 1913 года

Согласно карте Петроградской и Новгородской губерний 1913 года деревня Рапля насчитывала 6 крестьянских дворов.
С 1917 по 1918 год деревня Рапля входила в состав Костринской волости Тихвинского уезда Новгородской губернии. 
С 1918 года в составе Череповецкой губернии.
С 1924 года в составе Пригородной волости.
С 1927 года в составе Заручевского сельсовета Тихвинского района.
В 1928 году население деревни Рапля составляло 130 человек.
Согласно карте Ленинградской области Северо-западного аэрогеодезического треста ГГУ издания 1932 года деревня насчитывала 13 крестьянских дворов.
По данным 1933 года деревня Рапля входила в состав Заручевского сельсовета.
В 1958 году население деревни Рапля составляло 63 человека.
По данным 1966 и 1973 годов деревня Рапля также входила в состав Заручевского сельсовета.
По данным 1990 года деревня Рапля входила в состав Андреевского сельсовета.
В 1997 году в деревне Рапля Андреевской волости проживал 14 человек, в 2002 году — 15 (русские — 93 %).
В 2007 году в деревне Рапля Мелегежского СП проживал 1 человек, в 2010 году — 11.

## География
Деревня расположена в юго-западной части района на автодороге 41К-168 (Заручевье — Рапля) у административной границы с Киришским районом.
Расстояние до административного центра поселения — 25 км.
Расстояние до ближайшей железнодорожной платформы Разъезд № 4 — 20 км.
Деревня находится на правом берегу реки Рапля.

## Демография
| 1879 | 1910 | 1928 | 1958 | 1997 | 2002 | 2007 |
| ---- | ---- | ---- | ---- | ---- | ---- | ---- |
| 71   | ↗99  | ↗130 | ↘63  | ↘14  | ↗15  | ↘1   |
| 2010 | 2017 |      |      |      |      |      |
| ↗11  | ↘4   |      |      |      |      |      |

### Национальный состав
Согласно данным Всероссийской переписи населения 2021 года в деревне проживали 12 человек, из них:
 русские — 11, один человек национальность не указал.

## Религия
- Часовня Тихвинской иконы Божией Матери, 1998 года постройки, деревянная, действующая. Приписана к Спасо-Преображенскому собору в Тихвине[19].